# Norbert Klugmann
Norbert Klugmann (* 27. August 1951 in Uelzen) ist ein deutscher Journalist und Schriftsteller.

## Leben
Klugmann wurde als jüngstes von drei Kindern der Eheleute Hildegard (1914–2002) und Willi Klugmann (1912–1971) geboren. Die Mutter war Hausfrau, der Vater leitete die Betriebskantine der Bundesbahn auf dem Uelzer Bahnhof. Die Familie stammt aus Neustettin im früheren Hinterpommern und flüchtete 1945 in den Westen.
Nach seinem Abitur begann Klugmann im Herbst 1970 sein Studium an der Universität Hamburg, zuerst Germanistik und Soziologie mit dem Ziel Höheres Lehramt, nach drei Semestern Soziologie, Psychologie und Pädagogik. Im 20. Semester beendete er das Studium ohne Abschluss, nachdem er vorher einige Jahre lang studium generale (u. a. Medizin) gehört hatte.
Im Jahr 1979 lernte er die Schauspielerin Karin Roscher-Hoffknecht kennen; die beiden heirateten 1981 und sind seit 2005 geschieden. Seit 1996 ist Klugmann Vater einer Tochter. Er lebt seit 1998 im Hamburger Stadtteil Wellingsbüttel.

## Werk
Im Jahr 1979 begann Klugmann, als freier Journalist zu arbeiten, hauptsächlich für Programmzeitschriften der Bauer Verlagsgruppe. In den 1970er Jahren war er fester freier Mitarbeiter des Musikmagazins Sounds und jobbte in der Pressestelle des Norddeutschen Rundfunks; in den 1980er Jahren schrieb er Reportagen für das ZEIT-magazin. Dadurch schuf er sich den finanziellen Rückhalt, der es ihm ermöglichte, sich noch stärker dem Verfassen von Literatur zu widmen als bereits während des Studiums.
Ende der siebziger Jahre veröffentlichte Klugmann drei Bücher im Kölner Prometh Verlag, eines über die Volksbuchfigur Till Eulenspiegel und zwei in Zusammenarbeit mit der freien Theatergruppe Theaterwehr Brandheide („Heiße Kartoffeln“). Das war der Beginn regelmäßiger Buchveröffentlichungen. Bis Ende 2012 brachte es Klugmann auf über 70 Romane, davon bis zum Jahr 2001 zehn in Zusammenarbeit mit Peter Mathews im Rowohlt Verlag.
Norbert Klugmann schreibt Romane in den Genres Krimi, Thriller, Satire, Kinderbuch.

## Bücher
- Es muß im Leben doch mehr als alles geben. Rowohlt 1981
- (mit Mathews): Beule oder Wie man einen Tresor knackt. Rowohlt 1984 (Film ARD, 1988)
- (mit Mathews): Ein Kommissar für alle Fälle. Rowohlt 1985
- (mit Mathews): Flieg, Adler Kühn. Rowohlt 1985
- Vorübergehend zu Hause. Anrich 1985
- (mit Mathews): Die Schädiger. Rowohlt 1986
- Der Schwede und der Schwarze. Fackelträger 1986 (Neuausgabe Taschenbuch Rowohlt 1998)
- Heißer Herbst, kalte Hirsche. Fackelträger 1987
- Revier im vierten Stock. Rowohlt 1987 (Neuausgabe 1996), BoD 2008
- (mit Berg): Heinz Erhardt, dieser Schelm. Fackelträger 1987 (Taschenbuch Heyne 1993)
- Feuer und Flamingo. Rotbuch 1988
- Die Hinrichtung. Der erste Phil-Parker-Roman. Rowohlt 1988
- Dresdner Stollen. Der zweite Phil-Parker-Roman. Rowohlt 1989
- Das Pendel des Pentagon. Der dritte Phil-Parker-Roman. Rowohlt 1990
- (mit Mathews): Tote Hilfe. Rowohlt 1990
- Krieg der Sender. Der vierte Phil-Parker-Roman. Rowohlt 1991
- Niebuhr und Marks. Schneekluth 1989 (Taschenbuch Rowohlt 1991)
- Neues aus Wortleben. Schneekluth 1991 (Taschenbuch Rowohlt 1993)
- Schweinebande. Rowohlt 1995
- (mit Mathews): Eine schöne Bescherung Rowohlt 1995
- Doppelfehler (Sportreporter 1). Rowohlt 1996
- Treibschlag (Sportreporter 2). Rowohlt 1996
- Zielschuss (Sportreporter 3). Rowohlt 1996
- Neuschwanstein. Haffmans 1995 (Taschenbuch Heyne 1997)
- Hallo, Nachbarn! Haffmans 1997 (Taschenbuch Heyne 1999)
- Die Mühlen des Teufels. Hoffmann und Campe 1997 (Taschenbuch Heyne 1999)
- (mit Mathews): Vorübergehend verstorben. Wunderlich 1996 (Verfilmung ZDF 1998)
- Tour der Leiden. Rowohlt 1998
- Von der Fischerin und ihrem Max. Wunderlich 1998
- Reich mir die Hand, mein Leben. Wunderlich 1998
- Ein König stirbt. Rowohlt 1999
- Tanz der Schienenfresser. Europa 2001
- Amanda Lebenslang. Ullstein 2002
- Rebenblut (Marchese 1). Gmeiner-Verlag, 2004
- Schlüsselgewalt (Marchese 2). Gmeiner-Verlag, 2004
- Borscht. KBV 2005
- Kabinettstück (Marchese 3). Gmeiner-Verlag, 2006
- Die Tochter des Salzhändlers. Gmeiner-Verlag, 2007 (auch als Hörbuch erschienen)
- Die Nacht des Narren. Gmeiner-Verlag, 2008
- (mit Berg) Heinz Erhardt – Die Biographie. Neuauflage Lappan Verlag, 2009
- Die Adler von Lübeck. Gmeiner-Verlag, 2009
- Ihr habt die Wahl! Ein Niebuhr & Marks Roman. Verlag Michael Jung, 2010
- Die hölzerne Hedwig. zu Klampen, 2011
- Der Brasilianer. Oktober Verlag, 2011
- Amadeus-Elixier. Silberburg, 2012
- Die Mumien von Timmendorf. Windspiel Verlag. 2012
- Doctor Boff – Weiberkranckheiten. Sutton Verlag. 2012
- River. Die Toten und die Lebenden, mit Klaas Jarchow, KJM-Buchverlag Hamburg, 2020
- Sea, Die Lebenden und die, die sterben, mit Klaas Jarchow, KJM-Buchverlag Hamburg, 2021
- Lake. Die Lebenden und die, die lebten, mit Klaas Jarchow, KJM-Buchverlag Hamburg, 2023

### Alegria Septem-Reihe
- Alegria Septem 1 – Der Bund der Sieben. Kosmos 2007
- Alegria Septem 2 – Taube und Adler. Kosmos 2008
- Alegria Septem 3 – Das Vermächtnis. Kosmos 2008
- Alegria Septem 4 – Liebesreigen. Kosmos 2009

## Herausgeber
- Schwarze Beute (mit Peter Mathews) Thriller Magazin Rowohlt 1986, 1987, 1988, 1989, 1990

## Drehbücher
- Tiere und Menschen, 1985, Vorabendserie, acht Folgen (ARD / NDR)
- Beule oder Wie man einen Tresor knackt, 1988, Kriminalkomödie (mit Mathews, ARD / NDR)
- Großstadtrevier, 1988–1991, Vorabendserie, drei Folgen (ARD / NDR)
- Cop & Co., 1989, Vorabendserie, zwei Folgen (ARD / NDR)
- Vorübergehend verstorben, 1998, Thriller (mit Mathews, ZDF) die ersten Drehbuchfassungen